# إريك إينيكي
إريك إينيكي (بالهولندية: Eric Ineke)‏ هو عازف جاز وأستاذ جامعي هولندي، ولد في 1 أبريل 1947 في هارلم في هولندا.

## وصلات خارجية
- إريك إينيكي على موقع ميوزك برينز (الإنجليزية)
- إريك إينيكي على موقع أول ميوزيك (الإنجليزية)
- إريك إينيكي على موقع ديسكوغز (الإنجليزية)